# Picumnus aurifrons
Picumnus aurifrons е вид птица от семейство Picidae.

## Разпространение
Видът е разпространен в Боливия, Бразилия, Колумбия и Перу.